# فرودگاه پستاوی
 فرودگاه پستاوی (به انگلیسی: Postavy) یک فرودگاه است که یک باند فرود بتن دارد و طول باند آن ۲۵۰۰ متر است. این فرودگاه در کشور بلاروس قرار دارد و در ارتفاع ۱۴۴ متری از سطح دریا واقع شده است.